# Domicellus
Domicellus, medeltidslatin av dominicellus (diminutivform av latinets dominus, herre) är i medeltidshandlingar och krönikor yngre furstesöner. Domicella användes på motsvarande sätt för adlig jungfru eller stiftsjungfru.